# Iothia emarginuloides
Iothia emarginuloides is een slakkensoort uit de familie van de Lepetidae. De wetenschappelijke naam van de soort is voor het eerst geldig gepubliceerd in 1868 door Philippi als Patella emarginuloides.